# لوته کوپکی
لوته کوپکی (انگلیسی: Lotte Kopecky؛ زادهٔ ۱۰ نوامبر ۱۹۹۵) دوچرخه‌سوار اهل بلژیک است.
از باشگاه‌هایی که در آن بازی کرده‌است می‌توان به بولز–دولمنز اشاره کرد.
وی در مسابقات کشوری و بین‌المللی در مجموع برندهٔ ۱۰ مدال طلا، ۳ مدال نقره، ۱ مدال برنز شده‌است.